# Holland (supergroep)
Holland is een Nederlandse gelegenheidsformatie die in 1971 een hitje had met de Hans Brinker Symphony. Het typisch Nederpopnummer is gecomponeerd door Fred Haayen op de melodie van het kinderliedje De uil zat in de olmen.
Op de B-kant staat The Silvervleet, een bewerking van De Zilvervloot van J.J. Viotta.
A- en B-kant zijn geproduceerd door Haayen en Cees Schrama.
De formatie bestond uit leden van succesvolle Nederpopgroepen uit de jaren 70, zoals de Sandy Coast, de Golden Earring, Ekseption, The Shoes, Dizzy Man's Band en Earth & Fire. Het waren onder anderen Barry Hay, Chris Koerts, Gerard Koerts, George Kooymans en Cesar Zuiderwijk. De groep werd begeleid door een blazersensemble en een achtergrondkoor bestaande uit onder anderen Trudy Huysdens, Jerney Kaagman, Anita Meyer, Patricia Paay en Yvonne Paay. Hoewel het een samenwerkingsverband van verschillende groepen was, is de invloed van de Golden Earring sterk aanwezig.
Er is een opname van regisseur Bob Rooyens afkomstig van Beat Behind The Dikes, een voor de Duitse televisie gemaakt programma. De musici staan op 13 kunstmatige eilandjes en spelen de Hans Brinker symphony.

## Gegevens single
- A-kant: Hans Brinker symphony (trad. bew: Freddy Haayen).
- B-kant: The Silverfleet (J.J. Viotta, Jan Pieter Heije, bew: Cees Schrama en Fred Haayen.
- Uitgebracht: (P) 1971.
- Drager: 7" single.
- Label en cat.nr. Polydor 2050 071.